# Station Beër Sjeva Noord
Station Beër Sjeva-Noord (Hebreeuws: תחנת הרכבת באר שבע צפון, Taḥanat HaRakevet Be-er Sheva Tzafon) is een treinstation in de Israëlische stad Beër Sjeva.
Het station is gelegen aan de straat Haharoshet, in de nabije omgeving van de Ben-Gurion-universiteit.
Station Beër Sjeva-Noord is het eindpunt van het traject Beër Sjeva-Nahariya.
| Eindbestemming      | Vorig station       | Lijn                | Volgend station | Eindbestemming |
| ------------------- | ------------------- | ------------------- | --------------- | -------------- |
| Beër Sjeva-Centraal | Beër Sjeva-Centraal | Beër Sjeva-Nahariya | Lehavim Rahat   | Nahariya       |